# 4:e divisionen (kejserliga japanska armén)
4:e divisionen (japanska: 第4師団, Daiyon shidan) var en infanteridivision i kejserliga japanska armén, som existerade mellan 1888 och 1945. Dess anropssignal var Yodo Division (淀兵団, Yodo-heidan, efter Yodofloden).

## Historia
Divisionen bildades januari 1871 i Osaka som Osakagarnisonen (大阪鎮台, Osaka chindai) och fungerade som ett av de sex regionala kommandoförbanden i den nygrundade kejserliga japanska armén. Osakagarnisonen ansvarade för Honshūs centrala region; Kansai-distriktet, som omfattade allt emellan Shiga prefektur och Hyōgo prefektur. De regionala kommandotrupperna blev omstrukturerade till divisioner under omorganisationen av armén den 14 maj 1888, på den preussiske militärrådgivaren Jakob Meckels rekommendation till den japanska regeringen.

### Tidiga strider
Osakagarnisonen hade en viktig roll i segern mot Satsumaupproret 1877.
Under första kinesisk-japanska kriget 1895, landade 4:e divisionen på Liaodong-halvön och deltog som en säkerhetstrupp som del av arméreserven, dock skickades divisionens 7:e kombinerade brigad till norra Formosa (dagens Taiwan) i september 1895 under den japanska invasionen av Taiwan och agerade som ordningsvakt i Yilandistriktet.
Under det rysk-japanska kriget deltog divisionen, som nu var ledd av generallöjtnant Ogawa Mataji, i slaget vid Nanshan, slaget vid Liaoyang (då befälhavaren skadades och ersattes av generallöjtnant Tsukamoto Katsuyoshi), slaget vid Shaho och slaget vid Mukden.
Divisionen tjänade senare under det sibiriska ingripandet och incidenten vid Jinan 1928.

### Andra kinesisk-japanska kriget och Stillahavskriget
Den 10 februari 1937 placerades 4:e divisionen under Kwantung-arméns befäl i Manchuriet. Den 1 juli 1940 placerades divisionen vid 11:e armén, där den deltog i strider under operationen vid centrala Hubei, slaget vid södra Henan, och i operationen vid Jiangbei (där den anföll ifrån norra Anlu). I september 1941 deltog divisionen i slaget vid Changsha. Från och med den 11 juni 1941 påbörjades en omorganisation av divisionen till en triangulär division, vilket förflyttade 70:e infanteriregementet till 425:e divisionen.
I mars 1942 slutfördes omorganisationen och 4:e divisionen omplacerades den 3 april 1942 till Filippinerna för att delta i slaget vid Bataan tillsammans med 14:e armén. Divisionen bidrog även stort till slaget vid Corregidor den 5 maj 1942. Efter att Slaget om Filippinerna (1941–1942) slutade den 8 maj 1942 skickades divisionen tillbaka hem för att där fungera som garnison.
I september 1943 flyttades divisionen till 25:e armén på Sumatra för att fungera som garnison.
Divisionen var slutligen insatt i 15:e armén 1945, och dess sista högkvarter låg i Lampang, Thailand. 4:e divisionen avvecklades mot slutet av andra världskriget.
Framstående befälhavare bland divisionen var bland andra Takashima Tomonosuke, prins Kitashirakawa Yoshihisa, Ichinohe Hyoe, Abe Nobuyuki, Terauchi Hisaichi, prins Higashikuni Naruhiko och Tomoyuki Yamashita.

### Högkvarter
4:e divisionens första högkvarter var inrymt i Osakaslottet. När slottet renoverades 1931, byggdes en ny högkvartersbyggnad längre in i slottet så att slottet och dess omgivning kunde byggas om till en park. Högkvarteret flyttades igen år 1940 till Hōkoku tempel i Osaka.
Den 14 augusti 1945 detonerade ett ammunitionsmagasin i divisionens arsenal på grund av Allierade bombningar. Högkvartersbyggnaden skadades lätt.
Högkvarteret finns kvar än idag som ett krigsmonument i Osaka slottspark.

## Slagordning

### Slagordning 1937,kvadratisk division
4:e divisionen
- 7:e infanteribrigaden
  - 8:e infanteriregementet
  - 70:e infanteriregementet
- 32:a infanteribrigaden
  - 37:e infanteriregementet
  - 61:a infanteriregementet
- 4:e fältartilleriregementet
- 4:e kavalleriregementet
- 4:e ingenjörsregementet
- 4:e transportregementet (träng)

### Slagordning, augusti 1941,triangulär division
4:e divisionen
- 4:e infanteribrigadgruppen
  - 8:e infanteriregementet (Osaka)
  - 37:e infanteriregementet (Osaka)
  - 61:a infanteriregementet (Wakayama)
- 4:e fältartilleriregementet
- 4:e spaningsregementet
- 4:e ingenjörsregementet
- 4:e transportregementet (träng)
- Signalkompani
- Stridsmedelsverkstad
- Renhållningskompani